# Tísnivé údolí

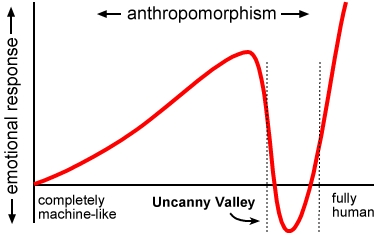
Závislost lidských emocí při vnímání robota s proměnlivou mírou antropomorfismu. Osa x představuje míru antropomorfismu od zcela nehumanoidní bytosti po bytost nerozeznatelnou od člověka, osa y zachycuje míru emocí při vnímání takové bytosti lidmi. V počátku je neutrální, směrem nahoru rostou pozitivní a směrem dolů negativní emoce.

Tísnivé údolí, někdy též strašidelné údolí (anglicky uncanny valley), je oblast na pomyslném grafu závislosti polarity lidských emocí při vnímání humanoidů (robotů, počítačem vytvořených trojrozměrných postav, detailně vymodelovaných panenek apod.) podle jejich míry podobnosti s člověkem (antropomorfismu). Míra kladných emocí při vnímání postupně lépe a lépe antropomorfizované bytosti zpočátku stoupá, ale nepředstavuje prostou funkci – od určité míry antropomorfismu klesá až k negativním emocím, aby těsně před metou dokonalé antropomorfizace opět stoupla k maximu. Interval v míře antropomorfismu, jímž obdařeného humanoida člověk vnímá odpudivě, se nazývá tísnivé údolí.
Tuto teorii vytvořil v raných 70. letech japonský robotik Masahiro Mori, a to v odkazu na esej Sigmunda Freuda Něco tísnivého (Das Unheimliche). Jiní robotici ji ale zpochybnili a v současnosti není prokázaná její pravdivost ani nepravdivost.